# Монсен, Мари
Мари Монсен (норв. Marie Monsen; 24 февраля 1878 — 28 сентября 1962) — норвежская миссионерка, проявляла активность в Северном и Центральном Китае между 1901 и 1932 годами.

## Биография
Мари Монсен родилась 24 февраля 1878 года в Сандвикене. С 1 сентября 1901 года прибыв в Китай работала дипломированным преподавателем. Начала 30-летнюю миссию, став важной фигурой в истории харизматического движения в Китае. Несмотря на популярность у китайцев, тем не менее, была маргинализована некоторыми традиционалистами Норвегии из-за её неортодоксальных христианских убеждений.
С 1901 по 1932 год работала исключительно на Китайскую миссионерскую ассоциацию получив широкое признание как одна из матриархов движения домашних церквей Китая, тесно сотрудничала с миссионером Асбьёрном Аавиком (1902—1997). В 1935 году Мари Монсен присоединилась к бесплатному евангелическому собранию в Бергене, Норвегия, в 1932 году она вернулась домой так как ей необходимо было заботиться о своих больных родителях. В 1962 году ушла на пенсию.
Автор небольшой книги, в которой подробно описаны многие события, произошедшие во время её работы миссионером в Китае, книга имеет название «A Present Help».
Умерла 28 сентября 1962 года, похоронена на кладбище Сольхейм в Бергене, Норвегия.

## Память

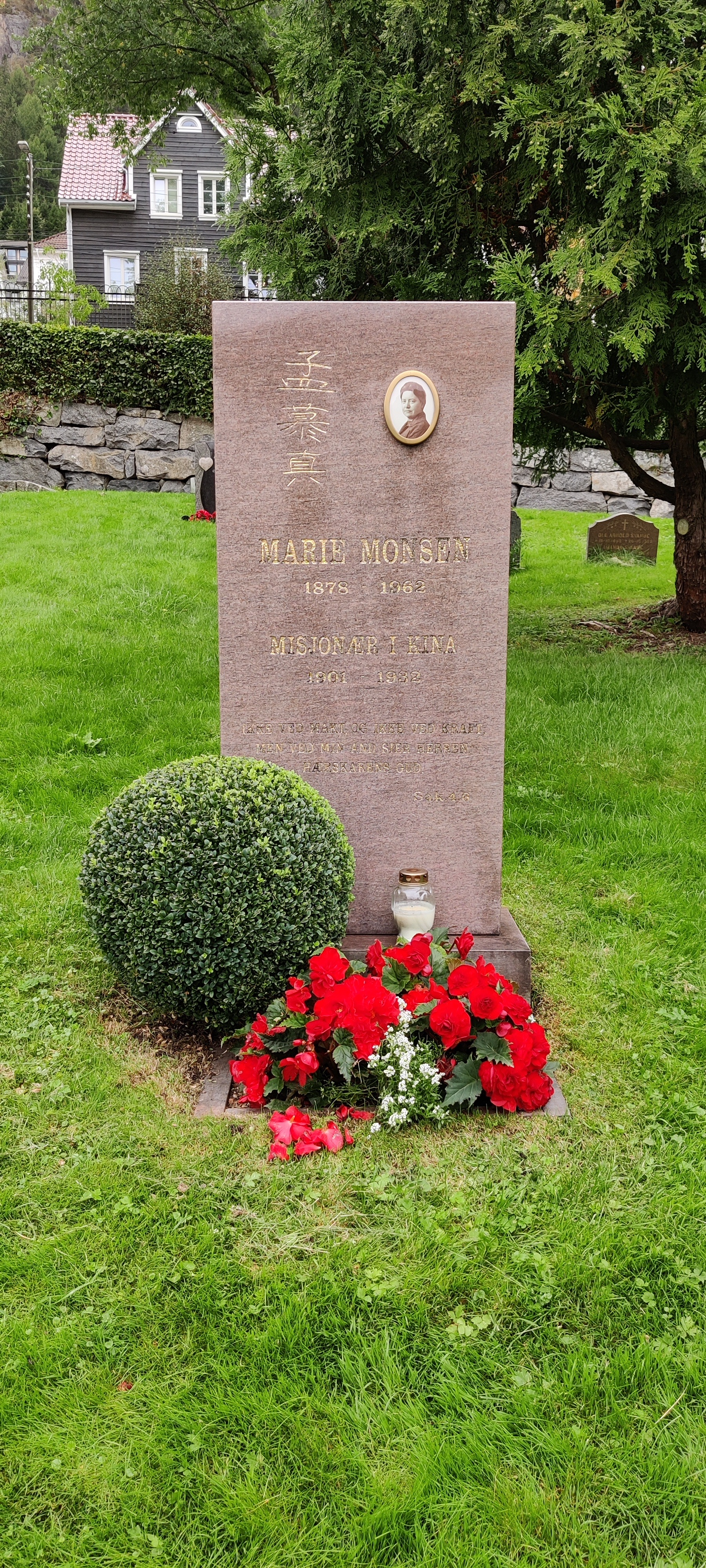
Могила Мари

Мари Монсен занимает видное место во введении к «The Heavenly Man» правдивому рассказу о жизни Лю Чжэньина, современного китайского христианина, известного как «Брат Юнь». В 1999 году Брат Юнь попросил прихожан церкви в Бергене подготовить памятник, представляющий миссионерскую деятельность Мари Монсен, он установлен в провинции Хэнани, где родилась Монсен. Памятник был открыт в 2001 году.

## Книги
- Monsen, M. Alt er mulig for Gud
- Monsen, M. Bønnens makt
- Monsen, M. Fredsengelen
- Monsen, M. Vekkelsen ble en Åndens aksjon
- Monsen, M. En hjelp i trengsel, 2002
- Monsen, M. A Wall of Fire (норв.). — перепечатанное. — Allegheny Publications, 2004. — P. 82.